# Gospel Hits (álbum de Davi Sacer)
Gospel Hits é a primeira coletânea musical do cantor brasileiro Davi Sacer, lançado pela gravadora Art Gospel em outubro de 2016.
O projeto consiste numa série de coletâneas de vários artistas produzidos pela gravadora Art Gospel em parceria com a Central Gospel Music. Com Davi Sacer, foram selecionadas canções de todos os discos do artista lançados pela Art Gospel, nomeadamente Deus não Falhará (2008), Confio em Ti (2010) e Às Margens do Teu Rio (2012).

## Contexto
Entre 2008 a 2012, Davi Sacer fez parte do casting da gravadora Art Gospel e lançou três álbuns inéditos. Sobre esta fase, ao final dela, o cantor disse:

Esse meu período com a Art Gospel tem sido um tempo de consolidação da minha carreira, e sou muito grato, pois foi com eles que iniciei minha carreira solo.
A coletânea, então, abrangeu este período da carreira do cantor, com faixas dos álbuns Deus não Falhará (2008), Confio em Ti (2010) e Às Margens do Teu Rio (2012).

## Faixas
A seguir lista-se as faixas, compositores e durações de cada canção de Gospel Hits.
| N.º | Título                  | Compositor(es)              | Álbum original        | Duração |  |
| 1.  | "Confio em Ti"          | Davi Fernandes Renato Cesar | Confio em Ti          | 6:09    |  |
| 2.  | "Deus não Falhará"      | Ronald Fonseca Davi Sacer   | Deus não Falhará      | 5:01    |  |
| 3.  | "Às Margens do Teu Rio" | Anderson Freire             | Às Margens do Teu Rio | 4:36    |  |
| 4.  | "Essência"              | Fernandes Cesar             | Confio em Ti          | 6:20    |  |
| 5.  | "Nome Sobre Todo Nome"  | Sacer                       | Deus não Falhará      | 6:43    |  |
| 6.  | "Palavra Final"         | Fernandes Cesar             | Às Margens do Teu Rio | 4:21    |  |
| 7.  | "Maior Tesouro"         | Sacer                       | Confio em Ti          | 5:08    |  |
| 8.  | "Minh'alma Te Deseja"   | Fonseca Sacer               | Deus não Falhará      | 6:15    |  |
| 9.  | "Tu És Bem-Vindo"       | Sacer                       | Confio em Ti          | 2:22    |  |
| 10. | "Perto de Ti"           | Fernandes Cesar Sacer       | Confio em Ti          | 5:39    |  |
| 11. | "Bem Supremo"           | Livingston Farias           | Confio em Ti          | 5:09    |  |
| 12. | "Te Amo Jesus"          | Sacer                       | Confio em Ti          | 5:44    |  |